# Merzak Allouache
Merzak Allouache (ALA-LC: mirzaq eulush) (en árabe: مرزاق علواش‎) (Argel, Argelia, 6 de octubre de 1944) es un director de cine y guionista argelino. Inició su carrera en 1976.
Su película de 1976 Omar Gatlato compitió en el 10.º Festival de cine Internacional de Moscú, donde ganó el Premio de Plata.
Su película Salut cousin! fue nominada en la 69.ª edición de los Premios de Academia en la categoría de Mejor película de Lengua Extranjera.
Su película de 2011 Normal! ganó el premio a la Mejor Película en el 2011 Doha Tribeca Festival de cine.
En 2012, su película El taaib fue proyectada en la sección de Directores de la Quincena en el 2012 Cannes Festival de cine.
Ganó el Premio FIPRESCI a la Mejor Película en el 17.º Festival de cine Internacional de Kerala.

## Filmografía seleccionada[8]
- Omar Gatlato (1976)
- Mughamarat batal (1979)
- L'homme qui regardait les fenêtres (1986)
- Un amour à París (1987)
- L'après-octobre (1989)
- Bab El-Oued City (1994)
- Lumière et compagnie (1995)
- Dans la décapotable (1996)
- Salut cousin! (1996)
- Alger-Beyrouth: Pour mémoire (1998) (televisión)
- À bicyclette (2001) (televisión)
- L'autre monde (2001)
- Chouchou largometraje (2002)
- Bab el Web (2005)
- Tamanrasset (2008) (televisión)
- Harragas (2009)
- Normal! (2011)
- El taaib (2012)
- Es-Stouh (2013)
- Madame Courage (2015)
- Tahqiq Fel Djenna (Investigando el Paraíso) (2017)

## Premios y distinciones
Festival Internacional de Cine de Cannes
| Año  | Categoría            | Película         | Resultado |
| ---- | -------------------- | ---------------- | --------- |
| 1994 | Premio de la Crítica | Bab El-Oued City | Ganador   |
| 2012 | Europa Cinemas       | The Repentant    | Ganador   |

## Otras lecturas
- Higbee (2015).  Josef Gugler (ed.), Diez árabe Filmmakers: Político Disentir y Crítica Social, Indiana Prensa Universitaria, ed. "Merzak Allouache: (Self)Censura, Crítica Social, y los Límites de Compromiso Político en Cine argelino Contemporáneo". p. 188-212. ISBN 978-0-253-01644-7.